# Contraband (gruppo musicale)
I Contraband furono un supergruppo hair metal formatosi a Los Angeles nel 1990.

## Storia del gruppo
Nato dall'unione di alcuni membri di due gruppi musicali, come Bobby Blotzer dei Ratt, Michael Schenker e Share Pedersen delle Vixen, a cui si aggiunsero Richard Black degli Shark Island e Tracii Guns degli L.A. Guns, firmando un contratto per la Impact Records.
Pubblicarono il primo album Contraband nel 1991, che giunse al nº 187 nella classifica di Billboard. Altri lavori furono la cura della colonna sonora del film If Looks Could Kill (1991), per cui utilizzarono il brano "Loud Guitars, Fast Cars And Wild, Wild Livin'", poco dopo il gruppo si sciolse.

## Lineup
- Richard Black - voce (Shark Island)
- Michael Schenker - chitarra (Scorpions, UFO, Michael Schenker Group)
- Tracii Guns - chitarra (Guns N'Roses, L.A. Guns)
- Share Pedersen - basso (Vixen)
- Bobby Blotzer - batteria (Ratt)

## Discografia
- Contraband (1991)

### Apparizioni
- If Looks Could Kill Sountrack (1991)